# ژاکلین
ژاکلین دِردِریان (ارمنی: Ժակլի Տէրտէրեան؛ زادهٔ ۱۳۳۱) با نام هنری ژاکلین، آهنگساز و ترانه‌سرای ارمنی‌تبار اهل ایران است. او از معدود هنرمندان موسیقی پاپ ایران است که همزمان آهنگ و ترانه برای شمار زیادی از خوانندگان پرآوازهٔ دیگر ساخته‌است. او فرزند ویگن، خوانندهٔ ایرانی و خواهر (دوقلوی) آیلین، بازیگر ایرانی است.

## زندگی
ژاکلینْ فرزند ویگن، خوانندهٔ ایرانی و خواهر دوقلوی آیلین بازیگر سینمای قبل از انقلاب ایران و مجری سابق شبکه‌های فارسی‌زبان است. ژاکلین، خواننده، ترانه‌سرا و آهنگساز با ساختن ترانهٔ «پرنده» برای گوگوش بعنوان یک آهنگساز شناخته شد و نزدیک به ۴۰ سال است که مشغول به فعالیت است. بسیاری از ژاکلین به عنوان تنها آهنگساز زنِ مطرح در تاریخ موسیقی ایران نام برده‌اند.
او برای هنرمندانی نظیر شهره ، مهستی ، معین، ستار، گوگوش، لیلا فروهر، پویا، شهیاد، امید سلطانی، سیاوش شمس، سیاوش قمیشی ، شهرام شب‌پره، شهرام صولتی، شهرام کاشانی، سوزان روشن، حسن شماعی‌زاده، ابی، شکیلا، نوش‌آفرین، مهرداد آسمانی، ویگن، مارتیک، مرتضی، شهریار و اندی ترانه و آهنگ ساخته‌ که بیشترین همکاری وی با «شهره» بوده که در آلبوم های «قصه گو»، «عطر»، «سفر»، بیشتره شعر و ملودی های این آلبوم ها کار ژاکلین بوده. همچنین تمامی ترانه و ملودی های آلبوم «هوس» از شهره ، نیز  کار ژاکلین است.
لازم است ذکر شود که ژاکلین در فعالیتهای انسان دوستانه نیز مشارکت داشته‌اند، مانند جمع‌آوری کمک برای «خانه سالمندان کهریزک» در سالهای گذشته.

## ترانه‌شناسی

### آلبوم‌ها
- آشتی
- اشک پنهونی
- برای تو
- خاطرهٔ من
- مافیا
- شازده پسر
- شکوفه‌های ایران
- تکرارنشدنی
- بوسه
- غصه جنگ

### آثار ساخته‌شده برای دیگران
| خواننده            | نام ترانه           | ترانه‌سرا      | آهنگ‌ساز            | تنظیم            |
| ------------------ | ------------------- | ------------- | ------------------ | ---------------- |
| ابی                | باتو                | ژاکلین        | ژاکلین             | فرخ آهی          |
| ابی                | خونه                | ژاکلین        | فرخ آهی            | فرخ آهی          |
| ابی                | باورم کن            | ژاکلین        | ژاکلین             | ژاکلین           |
| اندی               | خواستگاری           | ژاکلین        | ژاکلین             | اندی و کوروس     |
| اندی               | چی می‌شد             | ژاکلین        | ژاکلین و اندی      | اندی             |
| اندی               | نگاه                | ژاکلین        | ژاکلین             | اندی             |
| اندی               | لیلا                | ژاکلین        | اندی               | اندی             |
| اندی و کوروس       | ما همه ایرونی هستیم | ژاکلین        | ژاکلین             | فرخ آهی          |
| امید سلطانی        | یاسمین              | ژاکلین        | محمد مقدم          | محمد مقدم        |
| امید سلطانی        | بهار                | ژاکلین        | محمد مقدم          | محمد مقدم        |
| امید سلطانی        | بت                  | ژاکلین        | محمد مقدم          | محمد مقدم        |
| گوگوش              | پرنده               | سعید دبیری    | ژاکلین             | اریک             |
| ویگن               | دعوت                | سعید دبیری    | ژاکلین             | اریک             |
| ویگن               | برمیگردم            | سعید دبیری    | ژاکلین             | اریک             |
| ویگن               | رفتنی ام            | سعید دبیری    | ژاکلین             | اریک             |
| ویگن               | زن ایرونی           | ژاکلین        | ژاکلین             | ژاکلین           |
| ویگن               | یارم میخوام         | ژاکلین        | ژاکلین             | شوبرت آواکیان    |
| ویگن               | بی‌قرار              | ژاکلین        | ژاکلین             | شوبرت آواکیان    |
| ویگن               | یار بلا             | ژاکلین        | شوبرت آواکیان      | شوبرت آواکیان    |
| ویگن               | نازنین افغانی       | ژاکلین        | ژاکلین             | شوبرت آواکیان    |
| ویگن               | بازگشت دوباره       | ژاکلین        | ژاکلین             | شوبرت آواکیان    |
| ویگن               | پشیمون              | ژاکلین        | ژاکلین             | شوبرت آواکیان    |
| ویگن               | قصه عشق             | ژاکلین        | ژاکلین             | شوبرت آواکیان    |
| ویگن               | آخ دلم تنگه         | ژاکلین        | ژاکلین             | شوبرت آواکیان    |
| ویگن و ژاکلین      | سرود سرمستی         | پرویز غیاثیان |                    |                  |
| ویگن و ژاکلین      | عکس تو              | آرش سزاوار    | خارجی              |                  |
| ویگن و ژاکلین      | انتظار              | پرویز وکیلی   | امیر آرام          | امیر آرام        |
| ویگن و ژاکلین      | آشتی                | ژاکلین        | ژاکلین             | ژاکلین           |
| شهرام صولتی        | کویر                | ژاکلین        | ژاکلین             | کاظم عالمی       |
| شهرام صولتی        | قسم                 | ژاکلین        | ژاکلین             | کاظم عالمی       |
| شهرام صولتی        | علی                 | ژاکلین        | ژاکلین             | کاظم عالمی       |
| شهرام صولتی        | الماس               | ژاکلین        | آهنگ قدیمی         | کاظم عالمی       |
| سیاوش قمیشی        | طفلکی               | ژاکلین        | سیاوش قمیشی        | کاظم عالمی       |
| سیاوش شمس          | یواش‌یواش            | لیلا کسری     | ژاکلین             | ژاکلین           |
| سیاوش شمس          | صحنه                | ژاکلین        | ژاکلین و سیاوش شمس | برایان وی        |
| مهستی              | هنوزم دوستت دارم    | ژاکلین        | حسن شماعی‌زاده      | حسن شماعی زاده   |
| مهستی              | جدایی               | ژاکلین        | ژاکلین             | ژاکلین           |
| شهره صولتی         | مادرم               | ژاکلین        | ژاکلین             | ژاکلین           |
| شهره صولتی         | چشمات               | ژاکلین        | ژاکلین             | منوچهر چشم آذر   |
| شهره صولتی         | تب                  | ژاکلین        | ژاکلین             | شوبرت آواکیان    |
| شهره صولتی         | سال ۲۰۰۰            | ژاکلین        | ژاکلین             | شوبرت آواکیان    |
| شهره صولتی         | سی تا بهار          | ژاکلین        | ژاکلین             | شهره صولتی       |
| شهره صولتی         | آره عاشقم           | ژاکلین        | ژاکلین             | محمد مقدم        |
| شهره صولتی         | دل نگران            | ژاکلین        | ژاکلین             | محمد مقدم        |
| شهره صولتی         | جوونا               | ژاکلین        | ژاکلین             | فرد میرزا        |
| شهره صولتی         | سفر                 | ژاکلین        | ژاکلین             | کاظم عالمی       |
| شهره صولتی         | شب شکار             | ژاکلین        | ایمان              | امیر بدخش        |
| شهره صولتی         | مهمونی              | ژاکلین        | هومن               | امیر بدخش        |
| شهره صولتی         | امام رضا            | ژاکلین        | ژاکلین             | شوبرت آواکیان    |
| شهره صولتی         | هوس                 | ژاکلین        | ژاکلین (بازسازی)   | اندی جی          |
| شهره صولتی         | سر به هوا           | ژاکلین        | ژاکلین             | شوبرت آواکیان    |
| شهره صولتی         | دوتا هیرون          | ژاکلین        | ژاکلین             | شوبرت آواکیان    |
| شهره صولتی         | دوست دارم           | ژاکلین        | ژاکلین             | شوبرت آواکیان    |
| شهره صولتی         | دلخوشی              | ژاکلین        | ژاکلین             | شوبرت آواکیان    |
| شهره صولتی         | بارون               | ژاکلین        | ژاکلین             | شوبرت آواکیان    |
| شهره صولتی         | قسم طناز            | ژاکلین        | ژاکلین             | شوبرت آواکیان    |
| شهره صولتی         | خیالباف             | ژاکلین        | ژاکلین             | شوبرت آواکیان    |
| شهره صولتی         | آس                  | ژاکلین        | ژاکلین             | شوبرت آواکیان    |
| شهره و شهرام شب‌پره | قسمت                | ژاکلین        | منوچهر چشم‌آذر      | منوچهر چشم‌آذر    |
| شهرام شب‌پره        | بانو                | ژاکلین        | شهرام شب‌پره        | منوچهر چشم‌آذر    |
| شهرام شب‌پره        | نشد که نشد          | ژاکلین        | ژاکلین             | راب شرک          |
| شهرام شب‌پره        | یار شیرین‌سخنم       | ژاکلین        | ژاکلین             | آندرانیک         |
| شهرام شب‌پره        | شب شد               | ژاکلین        | ژاکلین             | بیژن قادری       |
| سوزان روشن         | دو دلداده           | ژاکلین        | ژاکلین             | منوچهر چشم‌آذر    |
| سوزان روشن         | نازنین یارم         | ژاکلین        | نوید نحوی          | نوید نحوی        |
| سوزان روشن         | هم‌کلاسی             | ژاکلین        | ژاکلین             | ژاکلین           |
| سوزان روشن         | یار من              | ژاکلین        | ژاکلین             | ژاکلین           |
| حسن شماعی‌زاده      | هنوزم دوست دارم     | ژاکلین        | حسن شماعی‌زاده      | حسن شماعی‌زاده    |
| حسن شماعی‌زاده      | مدیون               | ژاکلین        | حسن شماعی‌زاده      | حسن شماعی‌زاده    |
| ستار               | شناسنامه            | ژاکلین        | فرخ آهی            | فرخ آهی          |
| ستار               | عاشق                | ژاکلین        | ژاکلین             | ناصر چشم آذر     |
| معین               | رویا                | ژاکلین        | کاظم عالمی         | کاظم عالمی       |
| معین               | ستاره               | ژاکلین        | کاظم عالمی         | کاظم عالمی       |
| معین               | ملاقات              | ژاکلین        | ژاکلین             | کاظم عالمی       |
| شکیلا              | دلیجان عشق          | ژاکلین        | ژاکلین             | کاظم عالمی       |
| نوش‌آفرین           | مسافر               | ژاکلین        | محلی ترکی          | آندرانیک مرادیان |
| نوش‌آفرین           | مسافر (اجرای ۲)     | ژاکلین        | محلی ترکی          | فرهاد مرفه       |
| مهرداد آسمانی      | (غزال) ماه من       | ژاکلین        | ژاکلین             | کاظم عالمی       |
| مهرداد آسمانی      | دختر کردی           | ژاکلین        | مهرداد آسمانی      | برایان وی        |
| مارتیک             | رفاقت               | ژاکلین        | مارتیک             | مارتیک           |
| مارتیک             | همخونه              | ژاکلین        | مارتیک             | مارتیک           |
| مرتضی              | نازنین              | ژاکلین        | بیژن قادری         | بیژن قادری       |
| مرتضی              | زندگی دوباره        | ژاکلین        | مرتضی              | ناصر چشم‌آذر      |
| لیلا فروهر         | تپش                 | ژاکلین        | ژاکلین             | مهداد            |
| لیلا فروهر         | شب                  | ژاکلین        | ژاکلین             | شوبرت آواکیان    |
| لیلا فروهر         | قصه عشق             | ژاکلین        | ژاکلین             | شوبرت آواکیان    |
| لیلا فروهر         | هوای تازه           | ژاکلین        | ژاکلین             | شوبرت آواکیان    |
| لیلا فروهر         | نمی‌دونم             | ژاکلین        | ژاکلین             | شوبرت آواکیان    |
| لیلا فروهر         | بی‌قرار              | ژاکلین        | ژاکلین             | شوبرت آواکیان    |
| لیلا فروهر         | سال ۲۰۰۰            | ژاکلین        | ژاکلین             | شوبرت آواکیان    |
| لیلا فروهر         | غریبه               | ژاکلین        | ژاکلین             | شوبرت آواکیان    |
| لیلا فروهر         | کوه البرز           | ژاکلین        | ژاکلین             | منوچهر چشم آذر   |
| لیلا فروهر         | شناسنامه            | ژاکلین        | شوبرت آواکیان      | شوبرت آواکیان    |
| لیلا فروهر         | هشدار               | ژاکلین        | ژاکلین             | شوبرت آواکیان    |
| لیلا فروهر         | دوستت دارم          | ژاکلین        | ژاکلین             | شوبرت آواکیان    |
| لیلا فروهر         | وای ز گفتارت        | ژاکلین        | ژاکلین             | شوبرت آواکیان    |
| لیلا فروهر         | تصویر               | ژاکلین        | ژاکلین             | منوچهر چشم آذر   |
| شهرام کاشانی       | بازیچه عشق          | ژاکلین        | ژاکلین             | آرمن             |
| شهرام کاشانی       | پنهون               | ژاکلین        | ژاکلین             | آرمن             |
| شهرام کاشانی       | نپرس                | ژاکلین        | فرزین              | فرزین            |
| شهرام کاشانی       | تو می‌مونی           | ژاکلین        | شهرام کاشانی       | فرزین            |
| شهریار             | پرسه                | ژاکلین        | ژاکلین             | روما             |
| شهریار             | بارون               | ژاکلین        | ژاکلین             | روما             |
| شهریار             | محال نیست           | ژاکلین        | ژاکلین             | روما             |
| شهریار             | سیم‌های خاردار       | ژاکلین        | ژاکلین             | روما             |
| شهریار             | سرباز عشق           | ژاکلین        | ژاکلین             | روما             |
| پویا               | سفر                 | ژاکلین        | ژاکلین             | کاظم عالمی       |
| پویا               | یاسی                | ژاکلین        | شوبرت آواکیان      | شوبرت آواکیان    |
| پویا               | دلباخته             | ژاکلین        | شوبرت آواکیان      | شوبرت آواکیان    |
| شهیاد              | وطن                 | ژاکلین        | شهیاد              | شهیاد            |
| حمید طالب‌زاده      | امشب                | ژاکلین        | ژاکلین             | میلاد هاشمی      |
| علی مرشدی          | اذان                | ژاکلین        | ژاکلین             | ژاکلین           |